# Cristhian Meneses
Cristhian Meneses (14. prosinca 1995.) urugvajski je športski gimnastičar, član Urugvajskog olimpijskog odbora.
Od 2014. stalni je član Urugvajske gimnastičke reprezentacije, koja predstavlja Urugvaj na međunarodnim gimnastičkim natjecanjima.
Nastupio je na Panameričkim igrama 2015. u Torontu.